# Hazet
Die Hazet-Werk Hermann Zerver GmbH & Co. KG (Eigenschreibweise HAZET-WERK) ist ein deutscher Werkzeughersteller mit Sitz in Remscheid. Der Markenname Hazet steht lautmalerisch für die Anfangsbuchstaben H und Z des Namens des Gründers Hermann Zerver.

## Unternehmensentwicklung
Der gelernte Kleinschmied Hermann Zerver gründete im Jahr 1868 das Unternehmen Hazet-Werk. Später führten seine Söhne Ernst und David Zerver das Unternehmen. In der Folge übernahmen Alfred Zerver und dessen Cousin Hans Zerver die Leitung des Unternehmens.
Während des Zweiten Weltkrieges wurden vor allem kriegswichtige Produkte produziert, zeitweise auch am Standort Schmalkalden. Nach der vollständigen Zerstörung des Mutterwerks wurde zeitweise auch unter freiem Himmel produziert. Internationale Bekanntheit und den eigentlichen Aufstieg erfuhr das Unternehmen vor allem in der Zeit nach dem Krieg.
Mittlerweile wird das Familienunternehmen vom geschäftsführenden Gesellschafter Matthias J. Hoffmann (fünfte Generation) und dem Geschäftsführer Guido Schmidt geführt. Das Unternehmen stellt in seinen vier Werken in Remscheid und Heinsberg mit rund 550 Beschäftigten über 5500 verschiedene Produkte her und unterhält in Deutschland fünf Vertretungen sowie zwei Vertriebsniederlassungen. In über 100 Ländern der Erde bestehen Vertriebspartnerschaften. Hazet und die Hazet-Vertriebspartner beliefern neben dem Fach- und Zubehörhandel die Automobilindustrie, gewerbliche Anwender wie Industriebetriebe, Airlines, Handwerk und Gewerbe und staatliche Stellen.

## Produkte

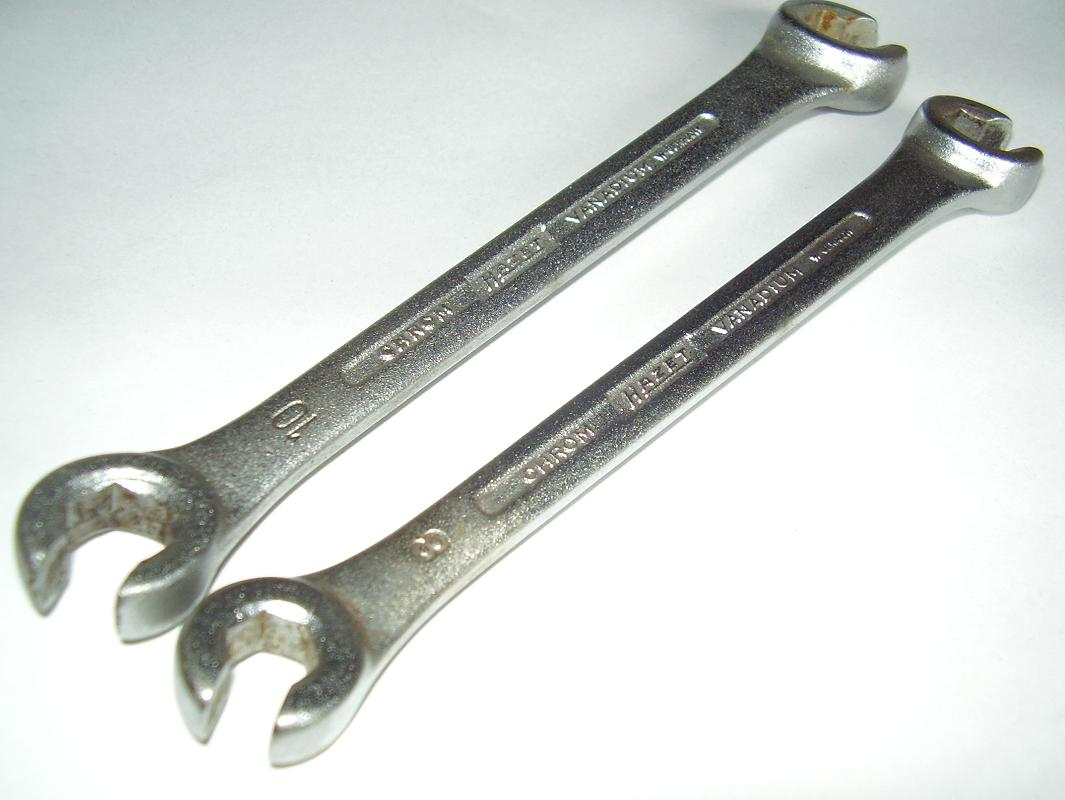
Bremsleitungsschlüssel von Hazet

Hazet bietet Werkzeuge vom kompletten Angebot handgeführter Werkzeuge bis hin zu vielen Spezialwerkzeugen an, insbesondere für den Automobilsektor sowie für den industriellen Bereich und die Luftfahrt.
Hierzu zählen unter anderem VDE-Werkzeuge, Betriebs- und Werkstattausrüstung, Werkzeugwagen, Steckschlüssel-Einsätze, Schraubenschlüssel, Schraubenzieher, Hämmer, Zangen und Scheren, Drehmomentschlüssel, Spezialwerkzeuge, Werkzeug-Sortimente sowie allgemeiner Werkstattbedarf.
Das Unternehmen führte noch vor dem Zweiten Weltkrieg als erstes Unternehmen in Europa die Nickel-Chrom-Beschichtung zum Oberflächenschutz von Handwerkzeugen ein. Das Unternehmen hält zahlreiche Patente, beispielsweise für den Hazet Tourist, einen Werkzeugkoffer als Ersatzradeinsatz für den VW Käfer. Mit der Herstellung des Hazet-„Assistent“ fertigte das Unternehmen den ersten Handwerkzeugwagen weltweit.
Im Jahr 2005 wurde der Drehmomentschlüssel Hazet CLT unter 740 Wettbewerbern mit dem iF Design Award des Industrie Forums Design Hannover ausgezeichnet.